# Ha Tae-kwon
Ha Tae-kwon (30 de abril de 1975) é um jogador de badminton sul-coreano, campeão olímpico, especialista em duplas.

## Carreira
Ha Tae-kwon representou seu país nos Jogos Olímpicos de Verão de 1996 a 2004, conquistando a medalha de ouro, nas duplas em 2004, com a parceria de Kim Dong-moon.